# Obuzier

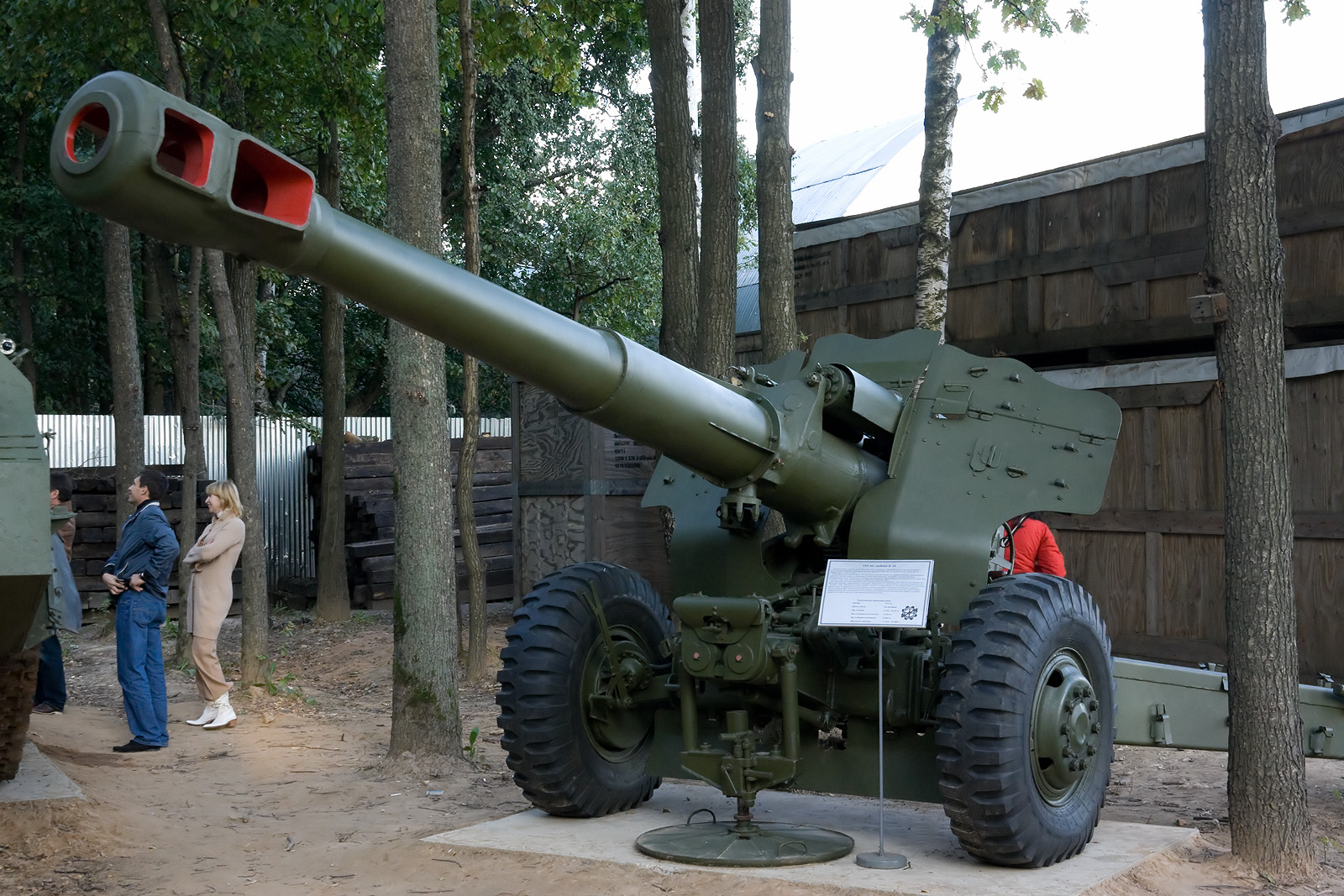
Un obuzier cu afet mobil de calibru 152 mm M1955 (D-20)

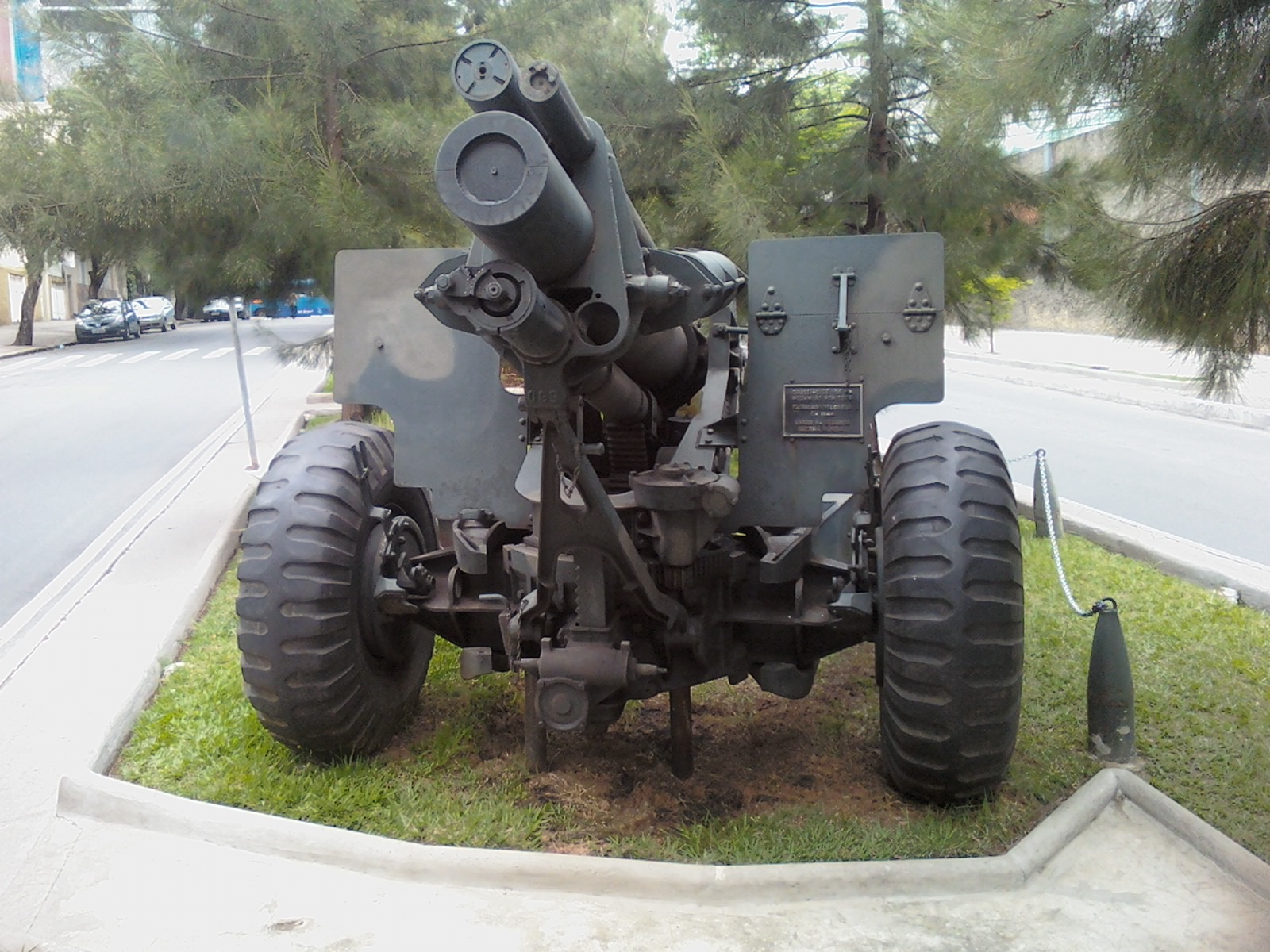
Obuzier, muzeul din Belo Horizonte, Minas Gerais

Obuzierul este o piesă de artilerie, cu țeava relativ scurtă (lungimea ei este de 15-25 de ori mărimea calibrului), care folosește cantități mai mici de pulbere decât este normal pentru a lansa proiectile pe o traiectorie foarte înaltă și curbă (parabolică). În comparație cu un obuzier, tunul de artilerie normal are o țeavă mai lungă și folosește mai multă pulbere pentru a lansa un proiectil mai mic pe o traiectorie plană.

## Istoric

### Perioada modernă timpurie
La mijlocul secolului al XVIII-lea, o serie de armate europene au început să introducă obuziere care erau suficient de mobile pentru a însoți armatele în câmp. Tunul „Abus” a fost o formă timpurie de obuziere din Imperiul Otoman. În 1758, Imperiul Rus a introdus un tip specific de obuzier (sau mai degrabă tun-obuzier), cu o cameră conică, numită țeavă, care a rămas în serviciu pentru următorii 100 de ani.